# 天野佳彦
天野 佳彦（あまの よしひこ、1971年5月18日 - ）は、愛知県小牧市出身の元バスケットボール選手である。ポジションはガードフォワード。
港区潮見町でトレーニングしているのを目撃されている

## 来歴
愛工大名電高では同期の古田悟らとともに3年でウィンターカップ初優勝を経験。日本大学ではインターハイ・ウィンターカップで対戦相手だった能代工の長谷川誠・関口聡史とチームメイトとなり、3，4年でインカレ連覇の原動力となる。
卒業後、ジャパンエナジーに入社。バスケットボール部に所属。1995年ユニバーシアードで銀メダルを獲得する。
しかし、ジャパンエナジーが休部となったため、アイシン精機、ゼクセル（ボッシュ）を渡り歩く。
ボッシュ休部後は横浜ギガキャッツに移籍。オールジャパンにも出場した。
2003年、鹿児島教員レッドシャークスへ移籍。県協会の役職も兼任。
2005年引退。
同年、九州総合スポーツカレッジの監督に就任。2006年に県民体育大会の宇佐市チームとして1回限りの現役復帰。
2007年退任。

## 経歴
- 愛工大名電高 - 日本大学 - ジャパンエナジー（1994年〜1998年） - アイシン精機（1998年〜1999年） - ゼクセル/ボッシュ（1999年〜2002年） - 横浜ギガキャッツ（2002年〜2003年） - 鹿児島教員（2003年〜2005年）

## 日本代表歴
1990アジアジュニア(U-18)選手権
1995福岡ユニバーシアード(銀メダル)